# 멕시코 혁명
멕시코 혁명(스페인어: Revolución Mexicana, 영어: Mexican Revolution)은 1910년 멕시코에서 장기집권하던 포르피리오 디아스에 대항하여 프란시스코 I. 마데로가 반란을 일으키면서 시작된 무장 투쟁이다. 멕시코 혁명은 사회주의, 자유주의, 아나키즘, 인민주의, 토지 균분론 운동 등 다양한 사상이 활동하였다.
혁명은 체제에 대한 반란에서 시작하여 여러 편이 갈린 내전으로 발전하였다. 대립이 계속되다 1917년 멕시코 헌법이 통과되었다. 멕시코 혁명은 대개 1920년까지 지속된 것으로 여겨지는데, 1920년대에도 산발적으로 소요가 이어졌다. 또 크리스테로 전쟁(Guerra Cristera)으로 다시 유혈 낭자한 분쟁이 일어나기도 하였다. 멕시코 혁명으로 말미암아 1929년 국민혁명당이 결성되었다.(1949년에 '제도혁명당'으로 개칭) 제도혁명당은 2000년 멕시코 총선 때까지 권력을 장악하였다.

## 포르피리오 디아스의 통치 (1876년 ~ 1910년)

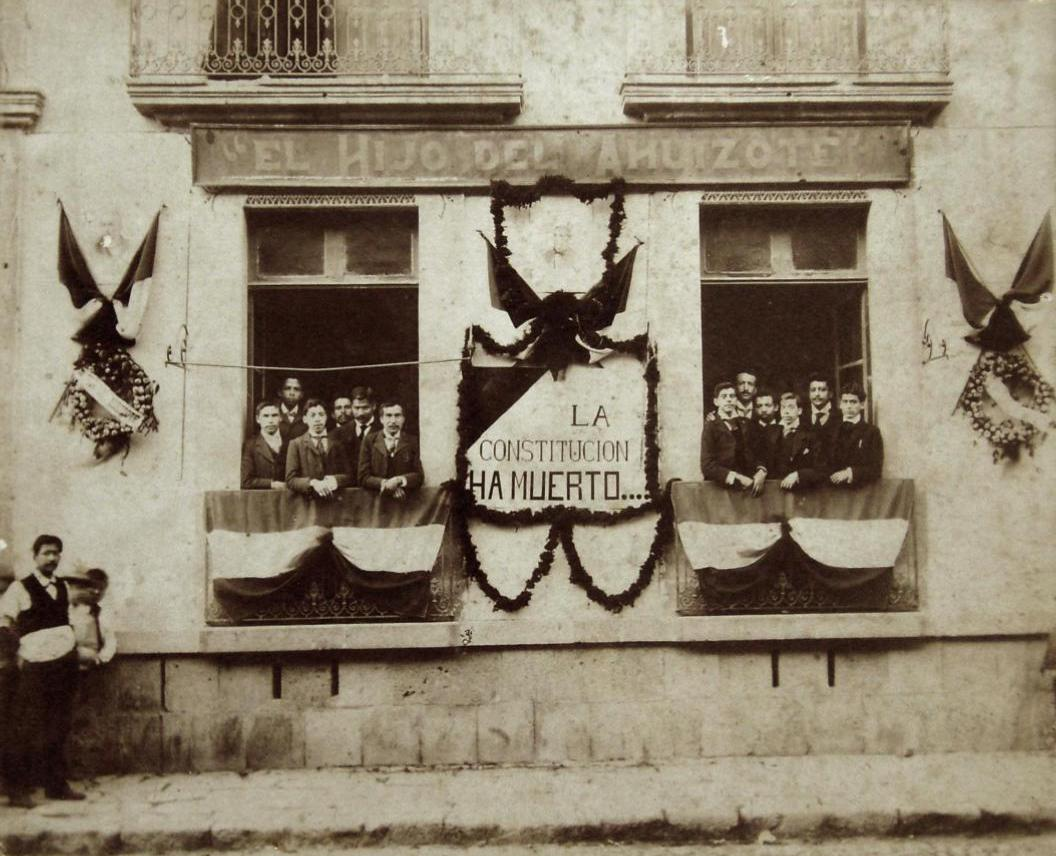
1903년, 反디아스 신문사 엘 이호 데 엘 아우이소테(El hijo de El Ahuizote) 사무실의 시위. 가운데에 "헌법은 죽었다"(La constitucion ha muerto)라고 쓰여 있다.

1872년 베니토 후아레스가 죽은 뒤, 포르피리오 디아스는 멕시코의 지도자 자리를 원하였다. 동맹 관계였던 두 사람은 푸에블라 전투에서 프랑스에 대항하여 싸웠으나, 일단 후아레스가 집권하자 디아스는 그를 몰아내려 하였다. 디아스는 1876년에 대통령직에 올라 통치를 시작하였고, 프란시스코 I. 마데로가 1911년에 대통령직에 취임하기 전 1910년까지 멕시코를 다스렸다. 디아스 정권은 그가 산업과 근대화의 진보를 이루었으나, 그로 말미암아 인권과 자유주의적 개혁을 희생한 것으로 기억된다. 그는 로마 가톨릭 교회의 권력을 줄이기 위해 일하였으며, 상당한 교회 소유 재산을 몰수하였다.
1876년에서 1910년까지 포르피리오 디아스 정부 시대는 '포르피리아토(Porfiriato)'라고 한다. 디아스는 대통령직 연임을 금지하는 엄격한 “재선거 없는” 정책을 내놓았다. 그가 첫 임기를 마치고 대통령직에서 물러났을 때 이 규칙을 따랐으며, 그의 수하였던 마누엘 곤살레스가 뒤를 이었다. 새 대통령 시기는 부패와 국정 무능력으로 얼룩졌다. 디아스가 다음 선거에 출마하자 그는 곤살레스를 대체할 인물로 환영받았다. 디아스는 이후 선거에서 자기 편의대로 자신의 "재선거 없는" 슬로건을 무시하였으며, 매 선거에서 대통령으로 출마하였다.
디아스는 반대하는 사람들에 경보를 울린 독재자가 되었다. 암살단과 '루랄레스'(Rurales)라는 군대 조직과 통하여, 디아스는 사람들이 자신에게 투표하도록 겁박하였다. 이 방식이 통하지 않는 경우, 그는 자신에게 유리한 쪽으로 투표를 조작하였다. 디아스는 대통령에 재임하기 위하여 무력을 쓰는 것이 헌법에 위반됨을 알고 있었으나, 멕시코는 아직 스스로 통치할 능력이 없으며, 자신만이 멕시코에서 무엇이 최선인지를 안다며 자신의 행위를 정당화하였다. 

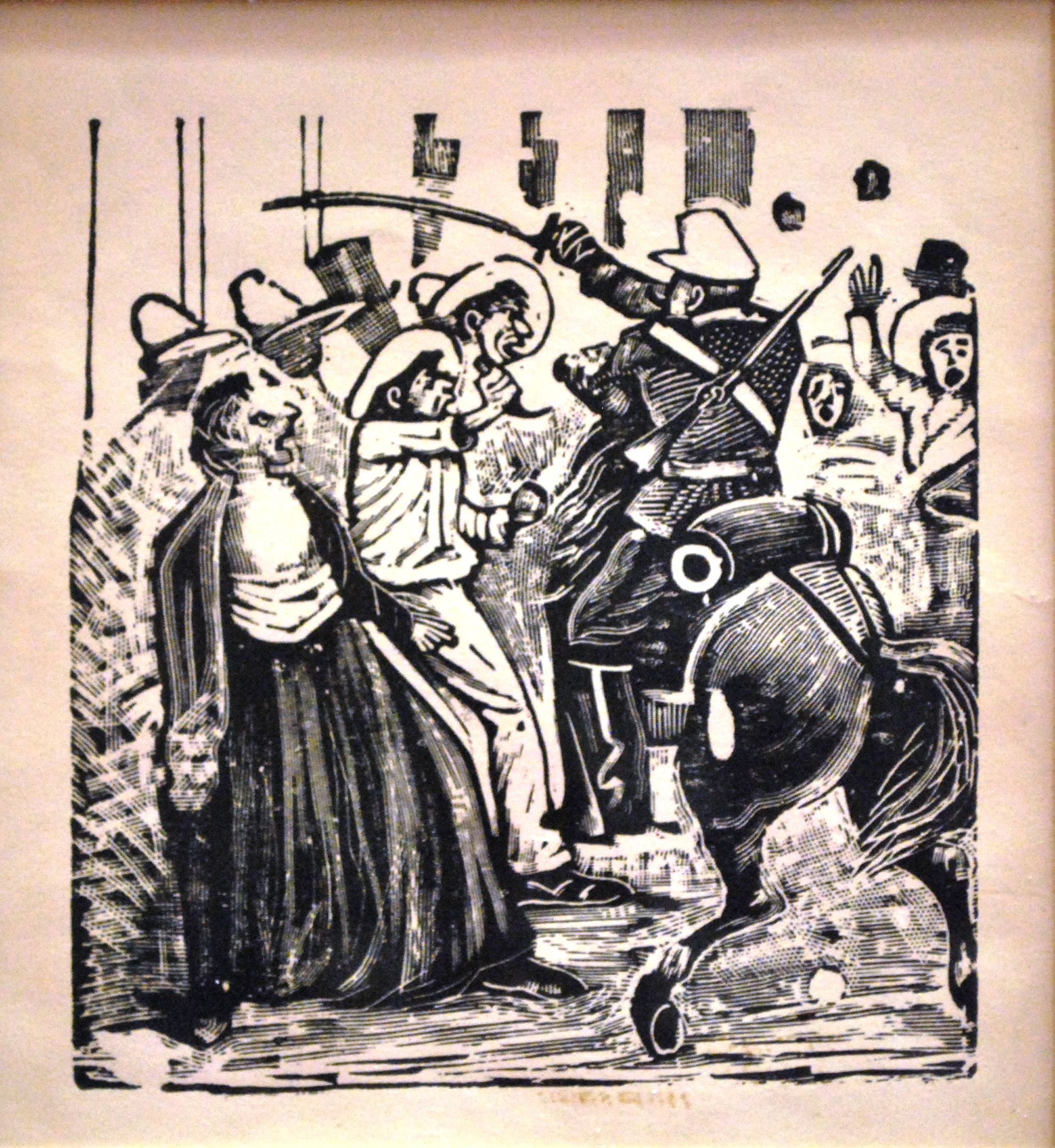
호세 과달루페 포사다가 그린〈反재선거주의자 선언(Manifestación antireeleccionista)〉.

디아스 대통령 시대에 산업이 촉진되고 국내에 평화가 회복되었으나, 극도로 착취에 시달리던 노동자 계층, 농부, 소작인이 희생된 결과였다. 포르피리아토 시대에 경제는 대약진을 이루었는데, 특히 공장, 도로, 댐, 제조업, 더 좋은 농장 같은 건설의 장려를 통한 것이었다. 그리하여 도시 프롤레타리아가 등장하였으며 외국 자본이 유입되었다. (외자는 주로 미국에서 들어왔지만, 디아스가 권력 유지에 성공할 수 있었던 것은주로 대영 제국과 독일 등 유럽의 투자를 통하여 미국의 영향을 완화한 덕분인 측면도 있었다.) 이렇듯 진보를 이룬 이면에는 그 대가도 치러야 했는데, 포르피리아토 시대에는 출판의 자유 같은 시민적 자유가 멈추었기 때문이다. 커져가던 미국의 영향력은 디아스 정권 내내 문제가 되었는데, 멕시코-미국 전쟁을 끝내며 체결한 과달루페 이달고 조약으로 멕시코의 상당한 영토(현재 멕시코 할양지로 알려진 영토)를 미국에 할양한데다, 이후에는 개즈던 매입으로 상당한 자국 영토를 미국에 팔아넘긴 탓이었다.
부, 권력, 교육 기회는 소수의 유럽계 가문에 집중되었으며, 이들은 막대한 자산을 보유하였다. 멕시코 사람 대부분은 토지가 없었다. 그리고 대부분 영국, 프랑스, 미국 출신의 외국계 회사들이 멕시코에서 영향력을 행사하였다.
디아스는 이전의 지도자들이 추진하던 토지 개혁을 바꾸었다. 디아스의 새로운 토지법으로 말미암아 후아레스 같은 지도자들의 모든 노력이 사실상 수포로 돌아가게 되었다. 어떤 소작인이나 농부도 법적 권리 문서 없이는 자신이 보유한 토지 소유권을 주장할 수 없었다. 속수무책이었던 소농들은 분노하였다. 그리하여 프란시스코 I. 마데로, 판초 비야, 에밀리아노 사파타를 등 여러 지도자들이 디아스에 대항한 반란을 일으켜 결국은 멕시코 혁명으로 이어졌다.
대부분의 역사가들은 포르피리아토 시대가 끝나는 1911년을 멕시코 혁명의 시작점으로 잡고 있다. 1908년 디아스는 미국의 언론인 제임스 크릴먼과 인터뷰를 하면서, 멕시코는 민주주의와 선거를 이룰 준비가 되어 있으며 다른 후보자들이 대통령직에 오를 수 있도록 자신이 물러날 준비가 되었노라고 밝혔다. 점점 "늙고 경솔"해진 디아스는 그가 유럽에서 은퇴할 것이며 대통령직을 더 젊은 사람에게 넘기겠다는 계획을 했다. 이로 인하여 생긴 반대 때문에, 디아스는 그의 임기 중간에 후계를 준비하려는 요량으로 1910년에 마지막으로 다시 출마하기로 결심하였다.
마데로는 1910년에 디아스에 반대하여 대선에 출마하기로 하였다. 디아스는 이전에 7번의 선거에서 했던 것처럼 선거를 조작할 수 있을리라 생각하였다. 디아스와 달리, 마데로는 대통령 곁에서 보필하는 다른 인사들에게 기대를 했었다. 그러나 디아스는 마데로를 인정하지 않았으며 1910년 선거 날에 그를 수감했다. 디아스는 선거에서 압도적인 승리를 했다는 발표가 나오면서 혁명의 첫 불씨를 당겼다.

## 프란시스코 I. 마데로의 시대 (1911년 ~ 1913년)
1910년 북서부 코아우일라주에 부유한 가문 출신의 청년 프란시스코 I. 마데로가 디아스에 반대하여 대통령 후보로 다음 선거에 출마할 것이라고 밝혔다. 디아스는 마데로의 승리를 막고자 그를 투옥하였고, 그 뒤 자신을 승리자로 선언하였다. 마데로는 곧 탈옥하였으며, 미국 텍사스의 샌 안토니오로 도주하여 잠시 지냈다. 1910년 10월 5일에, 마데로는 산 루이스 포토시의 계획으로 불린 "감옥에서 보낸 편지"를 간행하였으며, "자유 선거와 재선거 반대"를 주요 표어로 삼았다. 이 글에서는 디아스 정권을 불법으로 선언하였으며, 포르피리아토를 전복하기 위하여 反디아스 반란을 촉구하였는데, 반란은 11월 20일에 시작한다고 썼다. 마데로의 서한은 주요한 사회경제적 혁명 계획은 아니었으나, 여러 소외된 멕시코인들에게 변화에 대한 희망을 제시하였다.
마데로의 모호한 농지 개혁 약속은 멕시코 전역의 수많은 소작인들의 관심을 끌었다. 그는 디아스를 실각시키기 위하여 이들에게서 상당한 필요한 지지를 얻을 수 있었다. 주로 원주민 소작농의 지지로, 마데로 군대는 디아스 군대와 싸웠으며 승리를 거두기도 하였다. 디아스 군대는 점차 멕시코의 지배력을 잃었으며 그의 행정부는 무너지기 시작하였다. 디아스를 몰아내려는 열망이 큰 나머지 수많은 원주민들과 다른 지도자들이 마데로를 지지하고 그의 편에서 싸웠다.
1910년 후반, 마데로의 서한에 응하여 혁명 운동이 터져나왔다.북쪽에서는 아브라암 곤살레스 지사와 함께 파스쿠알 오로스코는 강력한 군사 연합을 조직하여 멕시칼리와 치와와를 점령하였는데, 이들은 마데로와 별다른 관계가 없었다. 이러한 승리로 판초 비야 등 다른 군사 및 정치 연대가 고무되었다. 마데로가 바란 바와 달리, 오로스코와 비야는 싸웠으며 리오그란데강 너머 텍사스의 엘 파소와 접경한 시우다드 후아레스를 점령하였다.
1911년 5월 21일, 마데로는 무력한 연방 군대를 무찌르고, 디아스와 시우다드 후아레스 조약을 맺었다. 이 조약에서 디아스는 통치권을 이양하며, 마데로가 그 뒤를 잇도록 규정하였다. 새 선거를 강조한 마데로는 1911년 말 선거에서 압도적으로 승리하였다. 일부 지지자들은 그가 대통령직을 바로 인계하여 즉각적인 개혁을 실시하지 않아 나약하게 보인 데 비판하기도 하였다. 그러나 마데로는 자유 민주주의 체제를 세웠으며, 오로스코나 비야, 사파타와 같은 대중적인 지도자들과 미국의 지지를 받았다.

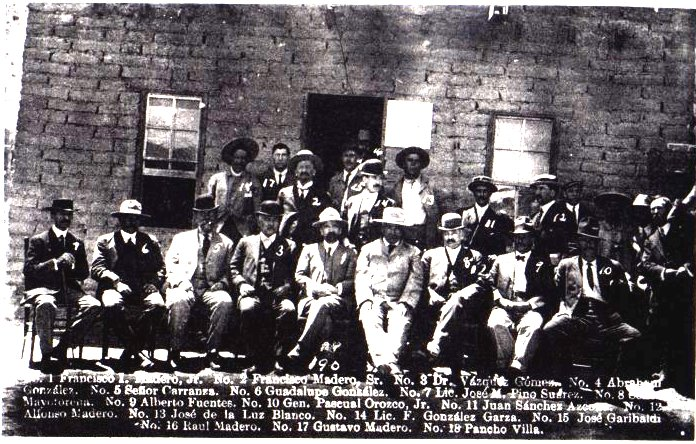
1910년 반란의 지도자들이 첫 후아레스 전투 후 사진 자세를 취하고 있다. 보이는 사람들은 호세 마리아 피노 수아레스, 베누스티아노 카란사, 프란시스코 I. 마데로 (그리고 그의 아버지), 파스쿠알 오로스코, 판초 비야, 구스타보 마데로, 라울 마데로, 아브라암 곤살레스, 주세페 가리발디 2세이다.

마데로는 나약한 지도자였으며 집권 중에 급속도로 상당한 지지를 잃었다. 더욱 급진적인 혁명가들과 디아스 시절에 선출된 인기 없는 의회를 비롯한 보수적인 반혁명 세력 양측 모두를 분노하게 하였다. 그가 토지 개혁 입법을 거부하면서 사파타와 관계가 끊어졌는데, 사파타는 "대농장주(hacendados)가 빼앗은" 토지의 반환을 요구하는 아얄라 계획을 발표하였다.
얼마 뒤에 오로스코도 마데로 정부에서 이탈하여 반란을 일으켰다. 마데로가 더 나은 노동 시간, 임금, 노동 여건을 요구하는 사회 개혁을 거부하자, 오로스코는 콜로라도스 (Colorados, "붉은 깃발 부대")라 불리던 오로스키스타 군대(orozquistas)를 조직하였다. 마데로를 지지하던 농촌 노동 계층은 이제 사파타와 오로스코를 지지하며 무기를 들었다. 마데로에 대한 대중의 지지는 급격히 떨어졌다.
마데로가 지도자로 있던 시기는 짧았다. 그는 권좌에 올랐을 때 빅토리아노 우에르타를 총사령관으로 임명하였는데, 우에르타는 대통령을 배신하였다. 우에르타가 쿠데타를 일으키면서 1913년 마데로는 사임을 강요받았다. 마데로와 호세 마리아 피노 수아레스 부통령은 1주일도 채 지나지 않아 암살당하였다. 마데로의 암살로 멕시코는 분열되었으나, 그는 혁명의 순교자로 추앙받게 된다.

## 빅토리아노 우에르타 시대 (1913년 ~ 1914년)

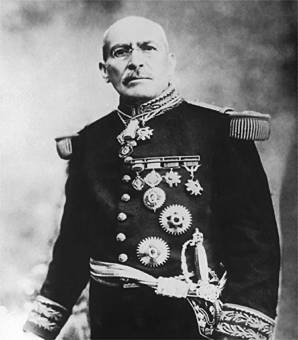
빅토리아노 우에르타.

1913년 초, 군대를 지휘했던 빅토리아노 우에르타가 마데로를 권좌에서 제거하기 위해 미국 대사 헨리 레인 윌슨, 펠릭스 디아스, 베르나르도 레예스와 공모하였다. 비극의 열흘 (La decena trágica)은 열흘 동안 우에르타의 연방군과 디아스의 보수파 반란군이 가짜로 싸운 산발적인 전투였다. 우에르타와 펠릭스 디아스, 헨리 레인 윌슨이 만나 "대사관 협정"을 체결하여 마데로를 몰아내고 우에르타를 대통령으로 옹립하기로 정하면서 열흘간의 교전이 끝났다.
우에르타가 권력을 얻고 대통령이 되자, 세계의 강대국 대부분은 그를 합법적인 지도자로 승인하였다. 그러나 미국 신임 대통령 우드로 윌슨은 우에르타 정부 승인을 거부하였다. 우드로 윌슨과 국무장관 윌리엄 제닝스 브라이언은 헨리 레인 윌슨을 미국 대사에서 경질하고, 스웨덴계 미국인, 존 린드를 후임으로 임명하였다. 브라이언, 윌슨 대통령과 여러 멕시코인들은 우에르타가 멕시코 헌법을 위반하고 불법적으로 대통령직을 빼앗은 자로 여겼다.

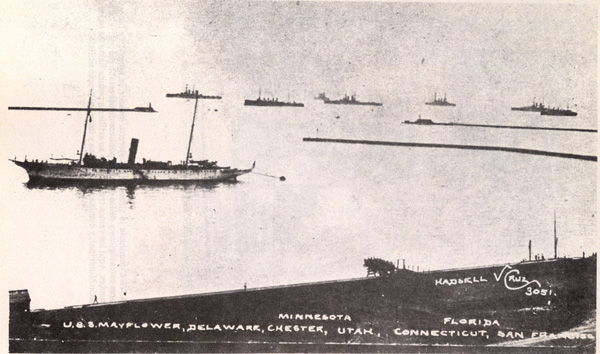
베라크루스의 미국 군대.

코아우일라주 출신의 정치가이자 목장주인 베누스티아노 카란사는 미국의 비밀 지원을 받으며 자신의 세력을 '헌법주의자'라 칭하면서 우에르타에 대항하는 데 앞장 섰다. 1913년 3월 26일에 카란사는 우에르타를 대통령으로 인정하지 않고 두 파벌간에 선전 포고를 촉구한 과달루페 계획을 출판하였다. 비야, 사파타, 카란카, 알바로 오브레곤 같은 지도자들은 우에르타에 반대하여 싸웠다. 1914년 4월, 우에르타에 대한 반대는 미국이 베라크루스 항구를 점령하면서 독일의 무기, 자금 지원이 끊기면서 정점에 이르렀다. 7월 말, 상황이 우에르타에게 불리하게 전개되었다. 그는 공직에서 물러나 이 상황은 후에르타를 악화시켰다. 그는 관직을 사퇴하고 푸에르토 멕시코로 피신하였다.

### 유산
우에르타가 사퇴한 뒤, 그는 재기를 위하여 스페인으로 갔다. 우에르타는 나중에 혁명 이후 멕시코에서 또다른 반혁명을 일으키고자 멕시코로 귀국하였다.
권좌에 있을 당시 우에르타를 지지했던 독일은 그를 유럽에서 일으킨 전쟁(제1차 세계 대전)과 관련된 중요한 요소로 보았다. 독일 정부의 목표대로 우에르타가 멕시코의 지도자로 재기한다면, 후방에서 미국의 주의를 흩뜨릴 수 있어 유럽 전선에서 독일이 유리하게 되었을 것이었다. 우에르타는 미국으로 가서 멕시코의 또다른 혁명을 위한 작업에 착수하였다. 독일 정부는 그에게 자금을 대고 조언을 해주었다.
미국 정부와 새로이 선출된 멕시코 대통령 카란사는 우에르타의 도착을 우려하였다. 그들은 우에르타를 감시하고, 멕시코 입국을 막고자 하였다. 미국 정부와 카란사는 또다른 반혁명이 일어나지 않기를 바랐다.
우에르타는 멕시코로 재입국하지 못하고 죽었다. 그는 텍사스 엘패소의 국경에서 미국 정부에 제지를 당하였으며, 그곳에서 가택 연금을 당하였다. 그는 1916년 초에 죽었다.

## 판초 비야 (1911년 ~ 1920년)

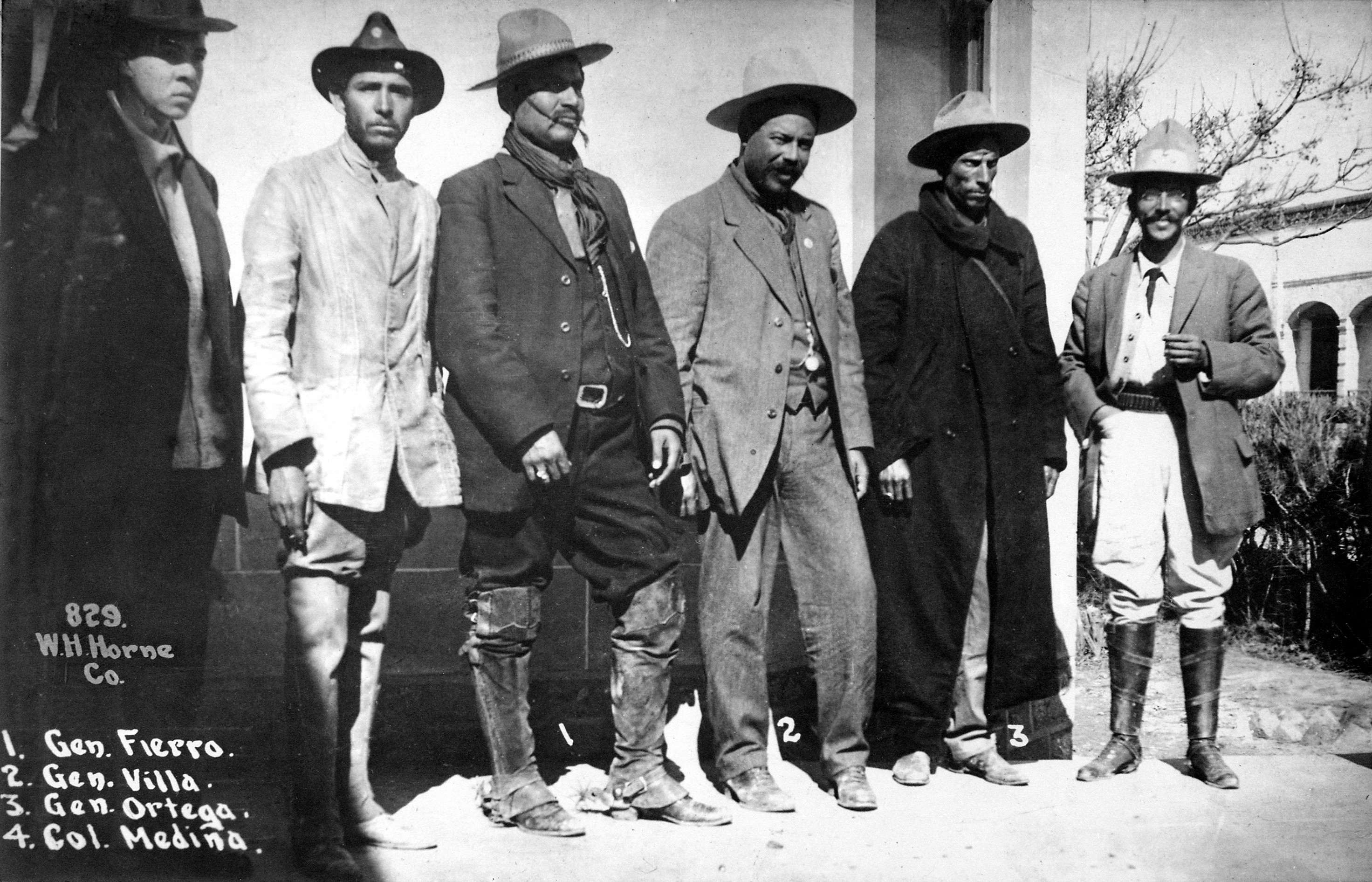
1913년에 그의 참모와 함께한 프란시스코 "판초 비야" 장군. 중앙에 회색 옷을 입은 사람이 판초 비야이며, 그 오른쪽에 로돌포 피에로 장군이 있다.

호세 도로테오 아란고 아람불라는 프란시스코 "판초" 비야로 더 잘 알려져 있으며, 멕시코 북부 두랑고주 출신이었다. 그는 멕시코 혁명의 지도자 가운데 한 사람이었다. 그의 비야파 군대(Villistas)를 이끌고 판초 비야는 마데로 운동의 진중에 합류하였다. 그는 1911년 시우다드 후아레스 공격(이 전투로 포르피리오 디아스 정권이 전복되고 마데로가 권좌에 올랐다)과 셀라야 전투 등 여러 전투에서 비야파 군대를 이끌었다.
1911년, 빅토리아노 우에르타가 비야를 자신의 고위 군 지휘관으로 임명하였다.  이 시기에 우에르타와 비야는 서로 경쟁하게 된다. 1912년에 비야의 부하들이 말 한 필을 강탈하고 비야가 그 말을 자기 것으로 삼기로 하자, 우에르타는 불복종 혐의로 비야의 처형을 명령하였다. 마데로 대통령의 형제인 라울 마데로가 이에 중재하여 비야를 구명하였다. 멕시코 시에 구금되어 있던 비야는 미국으로 탈출하였다. 마데로 대통령이 암살된 직후에 비야는 동료 무리를 이끌고 우에르타와 싸우고자 귀국하였다. 1913년에 이들 무리는 북부 사단(División del Norte)이 되었다. 비야가 지휘한 이 군대에는 미국인 대원도 많았다. 비야와 북부 사단은 카란사와 오브레곤과 함께 우에르타 독재 정권에 저항하였다.
비야와 카란사는 서로 목표가 달랐다. 비야는 혁명을 계속하고자 하였기에 그는 카란사의 적이 된다. 1914년, 카란사가 집권한 뒤, 카란사에 반대하는 비야와 다른 혁명주의자 들은 아과스칼리엔테스 회의로 만났다. 이 회합에서 에울라리오 구티에레스를 내세워 카란사를 몰아내었다. 1914년 겨울에 비야와 사파타의 군대는 멕시코 시를 점령하였다. 구티에레스와 시민에 대한 비야의 처우는 온건파들을 격분시켜, 1915년 판초 비야는 쫓겨났다.

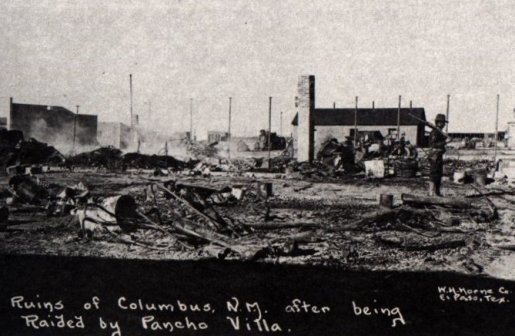
판초 비야가 공격한 후의 뉴 멕시코 주, 콜롬부스.

1915년, 비야는 혁명동안 셀라야 전투에서 4월 6일 ~ 7일까지와 4월 13일 ~ 15일의 가장 중요한 두 번의 전투에 참여했다. 오브레곤은 혁명 중 가장 피투성이었던 전투 중 하나인, 셀라야 전투에서 비야를 패배시켰다. 카란자는 전쟁의 승리자와 권력으로서 나타났다. 짧은 기간 뒤, 미국은 카란사를 멕시코의 대통령으로서 인정했다. 1916년, 3월 9일, 비야는 비야는 미국-멕시코 국경을 가로질러 비야의 군대에게 쓸모없었던 셀라야 전투에서 이용된 무기를 팔었던 무기 거래상에 반하는 복수 시도로, 콜롬부스(뉴멕시코주)를 급습했다. 이 공격 동안, 비야의 부하 90명 뿐만 아니라 18명의 미국인들이 죽었다.
멕시코의 공격을 직면하여 (주로 허스트 신문이 주도한) 대중 의견에 압박을 받은, 미국 대통령 윌슨은 비야를 붙잡기 위한 실패한 추적에 존 J. 퍼싱과 10,000명의 미국 병사를 보냈다. 그것은 가혹한 원정으로서 알려진 상태이다. 비야를 추적한 지 1년 뒤, 퍼싱은 수색을 그만두었으며 제2차 세계대전에서 미국 원정군의 명령이 주어졌다. 미국의 조정은 서쪽 치와와산맥까지 제한을 두었다. 군사 작전에서 미국의 군대가 비행기를 사용한 최초의 시간이었다.
중재에도 불구하고, 셀라야 전투의 손실은 카란사와 소노라주 장군들의 권력 상승을 뜻했다.
1920년, (소노라인들 중 한 명인) 오브레곤은 마침내 비야와 합의에 도달했고, 비야는 그 무장 군대로부터 은퇴했다. 1923년 비야는 파랄을 자동차로 여행하는 동안 발포로 인해 암살당했다. 1920년 합읠 위반한 그 행위는 가상의 비야의 대통령 후보 선출을 두려워했던 소노라인이 명령한 절박함이었다.

## 베누스티아노 카란사 (1914년 ~ 1920년)

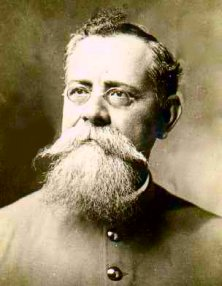
베누스티아노 카란사

우에르타 정부의 전복 후, 베누스티아노 카란사가 1914년에 대통령이 되었다. 그는 1915년에 비야와 사파타에 의해 멕시코 시티로 쫓겨났었지만, 후에 사회와 농업 개혁 프로그램의 개발로 인해 대중의 지지를 얻었다. 그는 1917년에 대통령으로 선출되었다. 대변혁을 가져온 대량 학살을 제지하기 위한 노력으로, 카란사는 새로운 헌법속으로 반발하는 사회적 요구의 태반을 채택함에 따라 평화를 가져오기 위한 시도로 헌법 군대 (Constitutional Army)를 구성했다. 그는 마지못해 이 요구의 대다수를 새로운 1917년 멕시코 헌법 속에 짜 넣었다. 이 사회주의 헌법은 외국인의 자원 소유, 조직화된 노동 법전, 교육에 있어 로마 가톨릭 교회의 역할, 토지 개혁을 제시했다.
대통령직에 있는 동안 그는 그를 위하여 집회와 유세 지지를 한 그의 개인 비서이자 최측근, 헤르밀라 갈린도 데 토페테에 의존했다. 그녀의 프로파간다 (propaganda)를 통해 그는 여성, 노동자, 영세민의 지지를 얻을 수 있었다. 카란자는 또한 그의 비서가 여성의 질적 향상을 위한 법안 통과를 하도록 지원했다. 그는 변화를 도와 멕시코 내의 여성의 법적 지위를 개혁했다.
그의 노력이 훌륭했을지라도, 카란자는 1917년 헌번안에 그 개혁들의 대다수를 시행하기 위해 충분히 장시간 권좌에 머무를 수 없었다. 그의 병 때문에 권력의 보다 큰 분권이 있었다. 그는 전쟁과 해군의 대신으로서 오브레곤 장군을 지명했다. 1920년, 다른 주요한 장군들 플루타르코 엘리아스 칼레스와 아돌포 데 라 후에르타와 함께 오브레곤은 아구아 프리에타 계획 하에 카란자에 대항하는 반란을 이끌었다. 그들의 군대는 1920년, 5월 21일 카란사를 암살했다.

## 에밀리아노 사파타 (1910년 ~ 1919년)

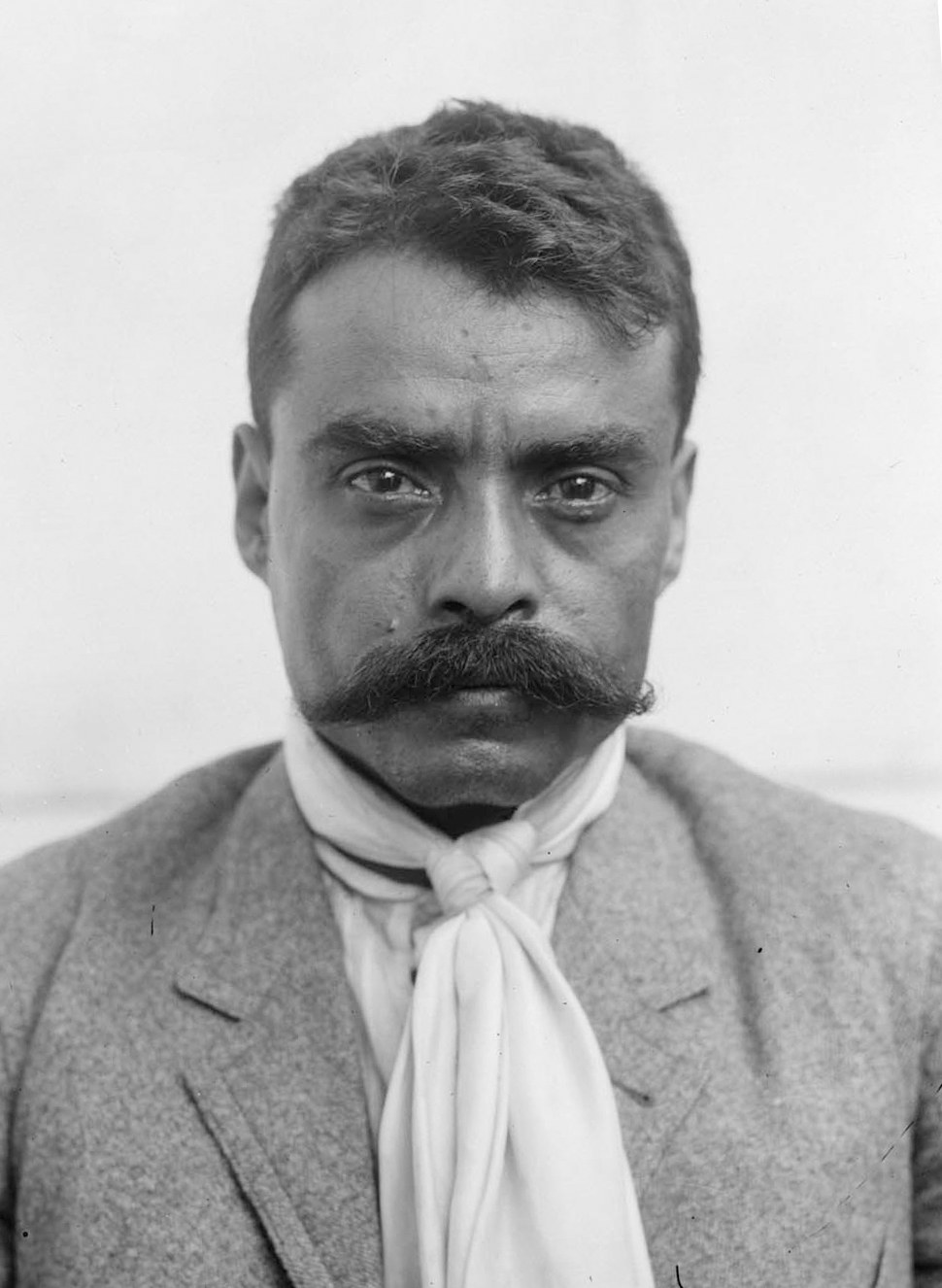
에밀리아노 사파타

에밀리아노 사파타 살라사르는 멕시코 혁명에 있어 거물이었다. 그는 눈에 띄는 멕시코 국가 영웅들 중 한명으로 여겨진다.: "에밀리아노 사파타"로 불리는 마을, 거리, 주택 계획들이 전국에 걸쳐 흔하다. 그의 인물상은 멕시코 페소에서 사용된 상태이다. 사람들은 장기간 에밀리아노 자파타와 그의 추종자들에 관하여 다른 측면을 취했다. 상당은 그들을 무법자로 간주하지만 나머지에게 그들은 영세민을 위하여 일했던 진정한 혁명주의자들이었다. 대통령 포르피리오 디아스와 베누스티아노 카란사는 사파타를 계집질 하는 사람, 야만인, 테러리스트, 무법자로 불렀다. 보수적인 미디어는 사파타에게 "남쪽의 아틸라"라는 별명을 지어주었다.
영세민과 토착 멕시코인들은 사파타를 인민주의자 전투 슬로건 "땅과 자유" (Tierra y Libertad)가 토지 개혁을 위한 아얄라 계획에서 고심하여 만들어냈던 실제에 도움되는 혁명당원으로서 칭찬했다. 그는 남부 멕시코에 있는 영세민들의 정치적이며 경제적인 해방을 위해 싸웠었다. 사파타는 정교한 매복의 상황속에서 파블로 곤잘레스와 그의 보좌관 헤수스 과하르도에 의해 1919년에 죽임을 당했다. 과하르도는 사파타 쪽으로 전향하길 원하는 구실 하에 만남을 가졌었다. 그 만남에서, 곤잘레스 부하는 사파타를 암살했다.

### 사파티스타스

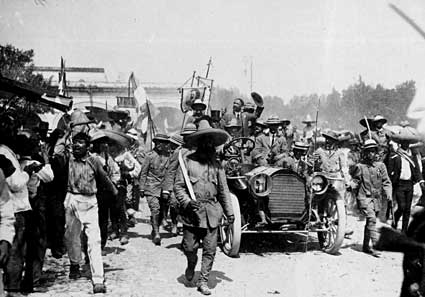
프란시스코 I. 마데로, 에밀리아노 사파타, 쿠에르나바카.

사파티스타는 원래 사파타가 대략 1910년에 창설한 혁명 게릴라전 운동의 구성원을 언급했었다. 그의 남자유군 (Ejército Libertador del Sur)은 멕시코 혁명동안 농업 용지의 재분배를 위해 싸웠었다. 사파타, 그의 군대, 판초 비야를 수반한 동맹군은 멕시코에서의 토지 개혁을 위해 싸웠다. 특히 그들은 유럽인 후손의 부유한 엘리트에게 땅을 거의 빼앗겼던 멕시코의 아메리카 토착민 인구를 위하여 공동체 토지 권리를 세우길 원했다.
사파타 지지자들의 대다수는 모렐로스주와 주변 지역 출신의 토착 영세민들이었다. 하지만 도시 지역 출신의 지식인들은 또한 사파티스타스에 가입해서 그들의 운동에 있어 특히 사파티스타 대망의 구조와 의사소통을 포함하는 상당한 부분을 수행했다. 자파나는 모렐로스에서 유일하게 몇 년간의 제한된 교육을 받았었다. 교육받은 지지자들은 그의 정치적인 목적을 표출하는데 도움을 주었다. 그 도시 지식인들은 "도시 소년들"로서 알려졌으며 탁월한 젊은 남성들이었다. 그들은 호기심, 공감, 야망을 포함하는 많은 이유로 사파티스타스에 가입했다.
사파타는 지식인들이 정치 전략에 관한 일을 한다라는 사실에 동의했지만, 그는 사파티스타 관념을 공포하는데 있어 주요한 역할을 했다. 그 도시 소년들은 또한 의료를 제공했으며, 사파티스타 관념을 지지자들에게 진척시키고 알리는데 도움을 주었고, 토지 개혁을 위한 계획을 만들었으며, 정부 군대에 의해 파괴된 마을을 재건하는데 있어 조력했으며, 성명을 작성했고, 사파타에서 다른 혁명주의 지도자들까지 메시지를 보냈었다.
사파타의 단짝 오틸리오 몬타노는 가장 두드러진 도시 소년들 중 하나였다. 혁명 전, 몬타노는 교수였다. 혁명 동안 그는 사파티스모를 가르쳤으며, 시민들을 모집했고, 토지 개혁을 위한 알라야 계획]을 썼다. 다른 잘 알려진 도시 소년들은 아브라함 마르티네스, 마누엘 팔라폭스, 안토니오 디아스 소토이 감마, 파블로 토레스 부르고스, 길라도 마가나, 돌로레스 지메네스 이 무로, 엔리케 비야, 게나로 아메스콰였다.

### 사파티스타 여성들
많은 여성들이 사파티스타스와 관계되었고 그들을 지지했다. 사파타의 정치적 야망과 투쟁이 보통 지역적이었기 때문에, 여성들은 그들의 가정 출신의 사파티스타 군인들을 도울 수 있었다. 혁명의 초기부터 복무했던 여성 사파티스타 군일들 또한 있었다. 1911년, 7월 12일에 사파타가 대통령 마데로와 만났을 때, 그는 그의 군대를 동반했었다. 이 군대 사이에 장교들을 포함하는 여성 군인들이 있었다. 또한 상당한 여성들이 그 혁명전과 동안에 무리를 이끌었다. 여성들은 죽은 가족 구성원을 위한 복수나 침입을 하는 것을 포함하는, 다양한 이유 때문에 군인으로서 사파티스타스에 가입했다. 아마도 가장 대중적인 사파티스타 여성 군인은 사령관 이었던 마가리타 네리였다. 여성들은 사파티스타 군인들로서 용감히 싸웠으며 상당수가 전투에서 죽었다. 많은 생존자들이 남자의 옷을 계속 입었으며 혁명 종식 후 장기간 권총을 휴대했다. 대령 마리아 데 라 루스 에스피노사 바레라는 멕시코 혁명의 퇴역 군인으로서 연금과 관련하여 복무가 공식적으로 인정되었던 소수의 사람들 중 하나였다.

## 농지개혁
포르피리아토 아래, 시골 영세민들은 대부분 고통을 겪었다. 그 제도는 농업 인력에게 대부분의 땅의 손실을 초래했던 토지의 큰 구획을 몰수했다. 1883년 외국의 회사에게 275만 헥타아르 이상의 소유권을 넘겨주었던 토지법이 통과했다. 1894년까지, 모든 멕시코인 땅의 5 에이커 중 하나가 외국인 세력이 소유하게 되었다. 많은 부유한 가구들은 또한 큰 사유지를 소유하면서 땅없는 시골 영세민들이 사실상 노예로서 그 토지에서 일하도록 하는 결과를 초래했다. 1910년 혁명의 시점에서, 대략 시골 인구의 절반이 플랜테이션에서 살거나 일을 하였다.

## 혁명 속의 여성들
10여 년 동안 근거없는 이야기들이 멕시코의 여성들을 수동적으로 멕시코 혁명에 아주 작게 기여한 것처럼 묘사했다. 멕시코의 여성들은 사실상 멕시코 혁명에 있어 활발한 참여자였으며 그들의 연루는 멕시코 사회를 형성하는데 막대한 영향을 가져왔다. 그들은 정치에 관여하면서, 혁명론자의 신문을 만들었으며, 교사, 간호사로 일했으며, 그들은 무기를 팔고 밀수입했으며 심지어 전장에서 싸웠었다.
혁명에서 가장 유명한 여성 참여자들 중 상당은 솔다데라스(Soldaderas), 전투에서 전투까지 남성을 수반했던 여성 전사(female fighter)였다. 그러나, 솔다데라스와 여성 전사는 같지 않다. 첫째로, 솔다데라스 혹은 비전투 종군자(camp follower)는 혁명 군대와 함께 이동했던 큰 규모의 여성 그룹이었다. 이 여성들은 요리, 부상자를 간호하고, 옷을 빨며, 식품과 물품을 찾아다녔으며, 적에게 간첩역할을 했으며, 무기를 밀수입하는 것 같은 다양한 임무를 수행했다. 이러한 임무를 수행하는 여성없이, 군의 생존은 남성들에게 매우 어려웠을지 모른다.
솔다데라스가 되었던 여성들의 동기는 다양했다. 상당이 그들에게 필요한 것이 있었기 때문에 합류했으며, 여성들은 그것이 의무였다라고 느꼈다. 그러나, 대부분의 여성들은 장시간 홀로 남겨되길 원하지 않았기 때문에 전장에서 그들의 남편을 수행하고 있었다. 여성들은 끊임없는 강간의 공포속에 있었으며, 따라서 그들의 남편과 이동하는 것이 더 안전했고 솔다데라의 고난을 인내했다.
에밀리아노 사파타를 제외한, 거의 모든 군대가 그들과 함께 이동했던 큰 규모의 솔다데라스의 수가 있었다. 비록 그의 군대가 여성 군인을 포함하고 있을지라도, 여성들은 비전투 종군자로서 사파타의 군대와 함께 이동하지 않았었다. 대부분의 부분에서 사파타의 군대를 도왔던 여성들은 근처에서 이동하면서 물품을 군대에 공급했다. 솔다데라스와 함께 이동하는 것을 사파타와 실로 다른이들이 싫어했던 이유는 그들의 동행이 부담이 되었기 때문이다; 이 여성들은 막대한 물량을 휴대했으며 신속하게 부대를 움직여 뒤떨어지지 않게 할 수 없었다. 솔다데라스는 보통이 아닌 상황을 제외하고 군대를 견딜 수 없었으며, 그들은 거의 전투에 참여하지 않았었다. 그러나, 이 임무를 수행했던 여성 전사들이 있었다. 1913년 다양한 파벌 가운데 200여명 가량의 산재한 여성 전사들이 있었다. 그들은 간첩 같은 임무를 수행했지만 거의 전장에서 그들의 용맹은 알려지지 않았다. 실제로, 그들의 업적에 기인하여 페트라 헤레라와 마리아 카데나 같은 소수의 여성들이 대령의 계급까지 승진하였다.
솔다데라스와 여성 전사들은 혁명 내내 멕시코들의 경애를 받았으며 그들의 상은 라 아델리타 같은 코리도스 (corridos)를 통해 낭만적으로 변모했다. 이 코리도스들이 여성들의 용맹과 혁명 정신을 묘사하는 동시에, 그들은 여전히 여자친구, 부인, 애인이 되는 여성의 주요한 역할을 표현했다.
1915년 경 전장에서 남성을 수반하는 여성의 수가 혁명의 주요한 교전이 종결에 오고있음에 따라 줄어들기 시작했다. 차례로, 무장 군대가 재편성되었고 수를 감소시켰다. 제일 먼저 솔라데라스를 무일푼으로 고향이나 도시에 강제로 돌려보냈다. 소수의 여성 전사들이 정부로부터 펜션을 받았지만 대부분은 빈곤속에 죽음을 맞이했다. 많은 여성들은 또한 매춘부로 일하기를 강요당했다.
혁명 내내 행했던 여성들의 다른 중요한 역할은 조직에서 여성의 집단 모집이었다. 반 재선거 클럽에서 혁명론자 신문까지, 여성들은 항상 혁명의 목소리를 제공했다. 그러나, 여성들은 항상 반성직자주의 혁명적인 생각에 동의하지 않았었다. 1917년 헌법의 반성직자 측면이 문화적인 혁명을 창조하기 위한 시도로 플루타르코 엘리아스 칼레스 (1924년 ~ 1928년)아래 시행되었을 때, 여성은 강하게 반응했었다. 교회는 언제나 없어서는 안될 여성의 삶의 일부였었고, 그래서 반성직자 국가 활동에 대한 반응으로 여성들은 유니온 데 다마스 카톨리카스 데 멕시코 (다마스) 같은 기구에 가입했다.
예를 들어, 다마스는 고아원, 감옥을 방문하는 것을 포함하는 다양한 임무를 수행했으며, 그들은 종교적인 훈련을 위하여 소규모의 그룹을 조직했으며, 그들은 그곳의 행동에 반대하여 국가와 민족 회의에 탄원과 편지를 썼다. 그러나, 그들의 저항은 공식적으로 항상 해결되지 않았었다. 이따금 큰 규모의 이 여성 그룹이 교회의 입구에서 물리적으로 군대에 저항했다. 이 큰 대립의 최초는 사크레드 가족 교회였다. 한 여성 그룹이 군인들이 명령한것에 떠나기를 거부했고 물 호스로 공격을 받았다. 여성들은 돌을 가지고 뒷편에서 싸웠으며 그 후 재편성하기 위해 흩어졌다. 한 시간 후 5000명의 여성들이 주지사의 궁전에 항의하기 위해 행진했으며 다시 한번 격렬하게 공격을 받았다. 대립 속에 비슷한 상황의 여성들이 성직자들에게 설교를 하도록 그들의 집을 개방한 것으로 인해 체포와 구금을 직면했다. 종교 (Las Reliosas)는 반성직자 혼돈의 시기 동안 지하로 향했다. 많은 이들이 미국으로 달아났다;나머지는 가족과 친구의 집에 숨거나 군인과 함께 이동했다. 그들이 갔던 어느곳이나, 그들은 종교 서비스를 제공했다. 교회 속에 여성의 체제는 다른 점에서 기회를 얻지 못했을지라도, 행정 경험을 얻기 위한 수단과 정치적으로 진보하는 기술을 여성들에게 주었다.
여성들은 내부의 그들의 집에서 사회까지 교육을 움직이기 시작했다. 주로 질서, 영양, 위생의 도시 모델을 모방하길 원했던 여성들에게 현대성과 개선의 생각을 도입하기 위해 노력했다. 선생님들이 가르쳤던 내용은 홀로 가르침을 받았던 여성들에게 국한되지 않았었다. 교육의 매개 변수들은 SEP가 만든 학교 프로그램의 내용뿐만 아니라, 선생님들이 그들 자신의 삶으로부터 알게 된 내용의 주입이었으며 사회와 학교 관계자 사이에서 부닥쳤다.
가정의 삶을 개선시키 위해 도움을 줬던 학교 내의 두가지 기초적 변화가 있었다.:땅에서 허리 단계까지 접종과 마음의 상승. 사람들이 접종의 혜택을 알림으로서, 더 많은 사람들이 전염병으로부터 생존했다. 마음선의 상승은 더 위생적이며 노동 절약적 이었다. 시골 멕시코에서 이 기초적 개선 외에, 선생님들은 혁명적인 멕시코 시민권을 확고히하는 거대한 역할을 했다.

## 미국의 개입

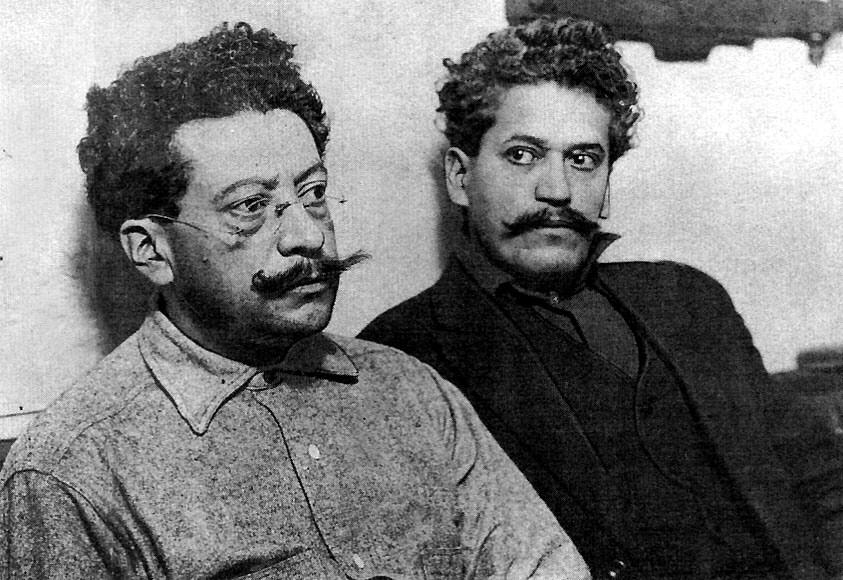
로스앤젤레스의 수감자들, 리카르도 플로레스 마곤(왼쪽) 과 엔리케 플로레스 마곤(오른쪽)

멕시코와 미국의 관계는 종종 격렬하곤했다. 멕시코의 독립 움직임 동안, 미국은 멕시코의 폭도들이 독립을 성취하는데 있어 지원하면서, 정당화 수단으로서 먼로주의를 이용했다. 아구스틴 데 이투르비데와 안토니오 로페스 데 산타 안나 같은 독재자들의 통치와 함께, 미국-멕시코 관계는 나빠졌다. 자유주의 대통령 베니토 후아레스가 민주주의 멕시코 사회를 위한 그의 비망록과 함께 권력을 잡았을 때, 대통령 링컨은 개인적으로 그를 격찬했으며 후아레스가 황제 막시밀리안 1세를 전복하는 것을 돕기 위하여 지원세력을 보내주었다. 미국 시민전쟁 동안의 이 지원은 링컨의 암살에 뒤따른 대변동과 함께 끝을 맺었다. 후아레스의 죽음 후, 멕시코는 포르피리오 디아스의 지배 하의 독재 정부로 귀속하였다.
20세기의 전환점에 거대 회사를 포함하는 미국 업자들은 멕시코 땅의 약 27 퍼센트를 소유했다. 1910년이 되자 미국의 산업 투자는 45%였으며, 멕시코의 국정에 개입하기 위해 대통령 태프트와 윌슨을 압박했다. 경제적이며 정치적인 이유 둘 다로, 미국 정부는 전체적으로 권력을 쥐고 있는 그 사람을 지원했다 (대통령 윌슨은 우에르타의 마데로와 피노 수아레스 암살을 비난했다). 혁명 동안 두 차례, 미국은 멕시코로 군대를 보냈다.
그 최초의 시기는 1914년에 일어난 이피랑가 사건 동안 이었다. 미국 첩보원들이 독일 상선 이피랑가가 우에르타에게 불법 무기를 건내주는 것을 발견했을 때, 대통령 윌슨은 베라크루스 항에 그 배가 정박하는 것을 멈추도록 군대에 명령했다. 그는 멕시코에 전쟁을 선포하지 않았었다. 미국 군대는 당시 베라크루스에 우에르타 군대에 대항하여 소규모 접전을 했다. 윌슨을 격노하게 했던, 이피랑가는 또다른 항구에 정박하도록 처리되었다. ABC 국가가 중재해서 미국 군대가 멕시코 땅을 떠났지만, 그 사건은 이미 긴장된 미국-멕시코 관계에 더해졌다.
1916년, 콜럼버스(뉴멕시코주)에서 판초 비야의 급습으로 인한 16명의 미국 시민의 죽음에 대한 보복으로, 대통령 윌슨은 비야를 잡기 위해 준장 존 J. 퍼싱을 멕시코로 보냈다. 비야는 북멕시코의 산에 깊히 자리잡은 상태였으며 미국 군대에 의해 잡히기에 너무도 그 땅을 잘 알았었다. 준장 퍼싱은 그 임무를 그만둘것을 명령했으며 미국으로 돌아왔다. 그러나, 이 사건은 팽팽한 미국-멕시코 관계에 또 손상을 입혔으며 멕시코의 반 미국인 감정을 더 강하게 자라도록 야기시켰다.

## 혁명동안 로마 가톨릭 교회
- 1876년에서 1911년까지 시기 동안, 로마 가톨릭교회와 멕시코 정부 사이의 관계는 안정적이었다. 포르피리오 디아스는 그가 미국의 확장주의 위협에 대해 걱정한 이래로 로마 가톨릭교회과의 관계에 깊은 관심을 가지고 있었다. 포르피리오 디아스는 다음과 같이 말했다:

“교회의 박해는, 성직자가 그 문제에 개입하든지 안하든지, 미국의 모욕적이며, 전제적이며, 희생이 크며, 위험스런 지원을 통하여, 미국 정부가 미국민들에 반하는 박해에 승리할 수 있는 전쟁을 의미한다. 그 종교가 없었더라면, 멕시코는 만회할 가능성이 없는 손실을 입었을 것이다.”
그러나, 포르피리오 디아스는 로마 가톨릭 교회를 완벽히 지지하지 않았다. 대통령 임기 전에, 디아스는 교회 소유의 재산의 큰 면적을 몰수 한것 같은, 반 성직자 정책을 시행한 후아레스 통치를 지원했었다.
- 1917년 새헌법이 통과되자 가톨릭 교회의 재산권(당시 1억8000만 페소, 멕시코 국가의 부의 4분의 3을 차지한 것으로 추정)을 부정하고, 교육에 있어 교회의 개입을 금지하고, 성직자의 재산을 국유화했다. 이에 가톨릭 교회가 크게 반발하고 새헌법에 불복종 운동을 전개했다. 혁명정부는 예수회의 추방으로 맞섰다. 그러자 가톨릭 교회는 크리스테로 전쟁을 일으켜 저항한다.[9]

## 같이 보기
- 시민 혁명
- 존 리드 (1887년)